# Röinge, Halmstads kommun
Röinge är en ort i Halmstads kommun i Snöstorps socken i Hallands län. Röinge klassades år 1995 av SCB som en småort. Från 2015 avgränsas här åter en småort.